# Алгебра Пуассона
Алгебра Пуассона — ассоциативная алгебра со скобкой Ли, которая также удовлетворяет тождеству Лейбница; то есть скобка также является дифференцированием. Алгебры Пуассона естественным образом появляются в гамильтоновой механике, а также играют центральную роль в изучении квантовых групп. Многообразия со структурой алгебры Пуассона известны как многообразия Пуассона, частным случаем которых являются симплектические многообразия и группы Пуассона — Ли. Названа в честь Симеона Дени Пуассона.
Символически алгебру Пуассона можно определить как векторное пространство над полем {\displaystyle K}, снабжённое двумя билинейными произведениями {\displaystyle \cdot } и {\displaystyle \{\dots \}} со следующими свойствами:
- произведение {\displaystyle \cdot } образует ассоциативную {\displaystyle K}-алгебру;
- произведение {\displaystyle \{\dots \}} (называемое скобкой Пуассона) образует алгебру Ли, поэтому оно антикоммутативно и удовлетворяет тождеству Якоби;
- скобка Пуассона действует как дифференцирование ассоциативного произведения {\displaystyle \cdot }, так что для любых трёх элементов {\displaystyle x}, {\displaystyle y} и {\displaystyle z} выполнено: {\displaystyle \{x,y\cdot z\}=\{x,y\}\cdot z+y\cdot \{x,z\}}.